# Maternidade-Escola da Universidade Federal do Rio de Janeiro
A Maternidade-Escola da Universidade Federal do Rio de Janeiro (UFRJ) é uma unidade de saúde que compõe o complexo médico-hospitalar desta universidade. Foi fundada em 18 de janeiro de 1904 como Maternidade do Rio de Janeiro, com o principal objetivo de assistir às gestantes e às crianças recém-nascidas de classes desfavorecidas. Está localizada no bairro Laranjeiras, no Rio de Janeiro.